# 1613 en musique classique
| \| • Retour à la chronologie générale de la musique classique • \| |
| Grèce • Rome • Haut Moyen Âge • VIIIe siècle • IXe siècle • Xe siècle • XIe siècle XIIe siècle • XIIIe siècle • XIVe siècle • XVe siècle • XVIe siècle • XVIIe siècle XVIIIe siècle • XIXe siècle • XXe siècle • XXIe siècle |
| • Retour à la chronologie générale de la musique classique • |

| Années en musique classique : 1610 - 1611 - 1612 - 1613 - 1614 - 1615 - 1616    |
| Décennies en musique classique : 1580 - 1590 - 1600 - 1610 - 1620 - 1630 - 1640 |

## Événements
- Monteverdi devient maître de chapelle de Saint-Marc de Venise.

## Œuvres
- Gemmulae sacrae, de Peter Philips.
- Livre second des Pseaumes de David, de Jan Pieterszoon Sweelinck, imprimé à Genève, publié à Amsterdam.
- Prime Musiche Nuove, d'Angelo Notari, est publié en Angleterre.

## Naissances
- 19 avril : Christoph Bach musicien allemand († 12 septembre 1661).

Date indéterminée :
- Cornelis de Leeuw, compositeur, libraire et éditeur néerlandais (†  1664 ou 1665).

## Décès

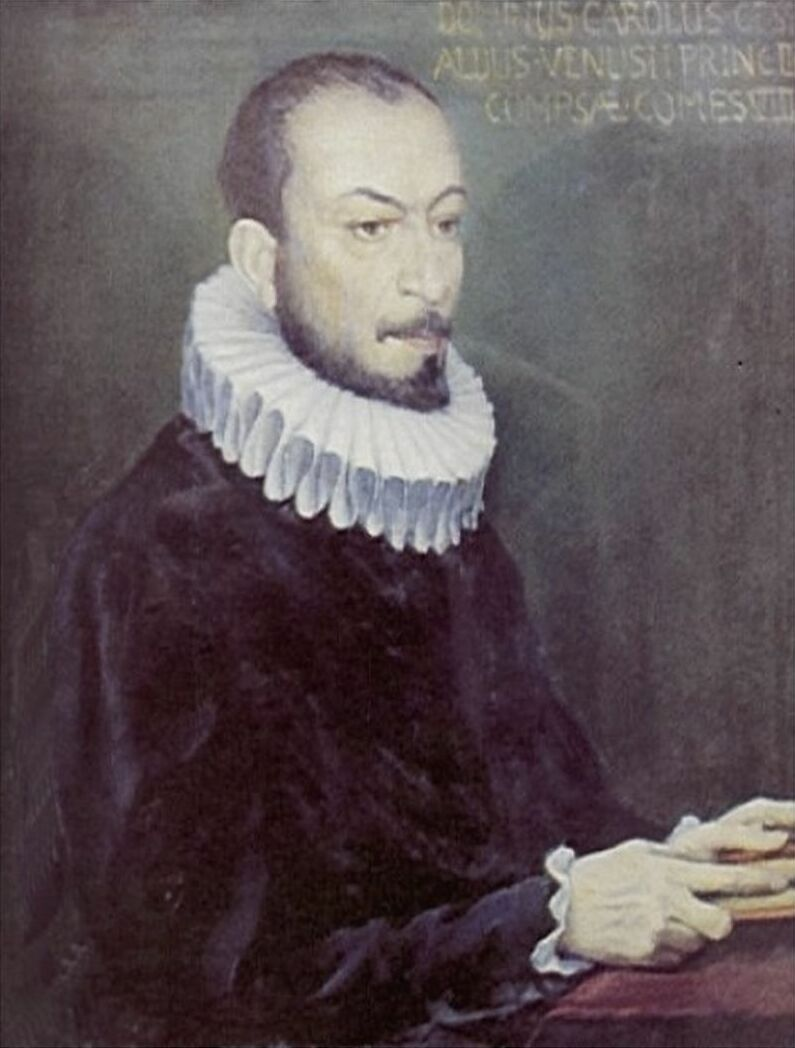
Carlo Gesualdo, prince de Venosa

- 10 juillet : Giulio Cesare Martinengo, compositeur italien  (° 1564 ou 1568).
- 8 septembre : Carlo Gesualdo, compositeur italien  (° 8 mars 1566).